# Фирмано (Удине)
Фирмано је насеље у Италији у округу Удине, региону Фурланија-Јулијска крајина.
Према процени из 2011. у насељу је живело 244 становника. Насеље се налази на надморској висини од 118 м.